# 熊野市立有馬中学校

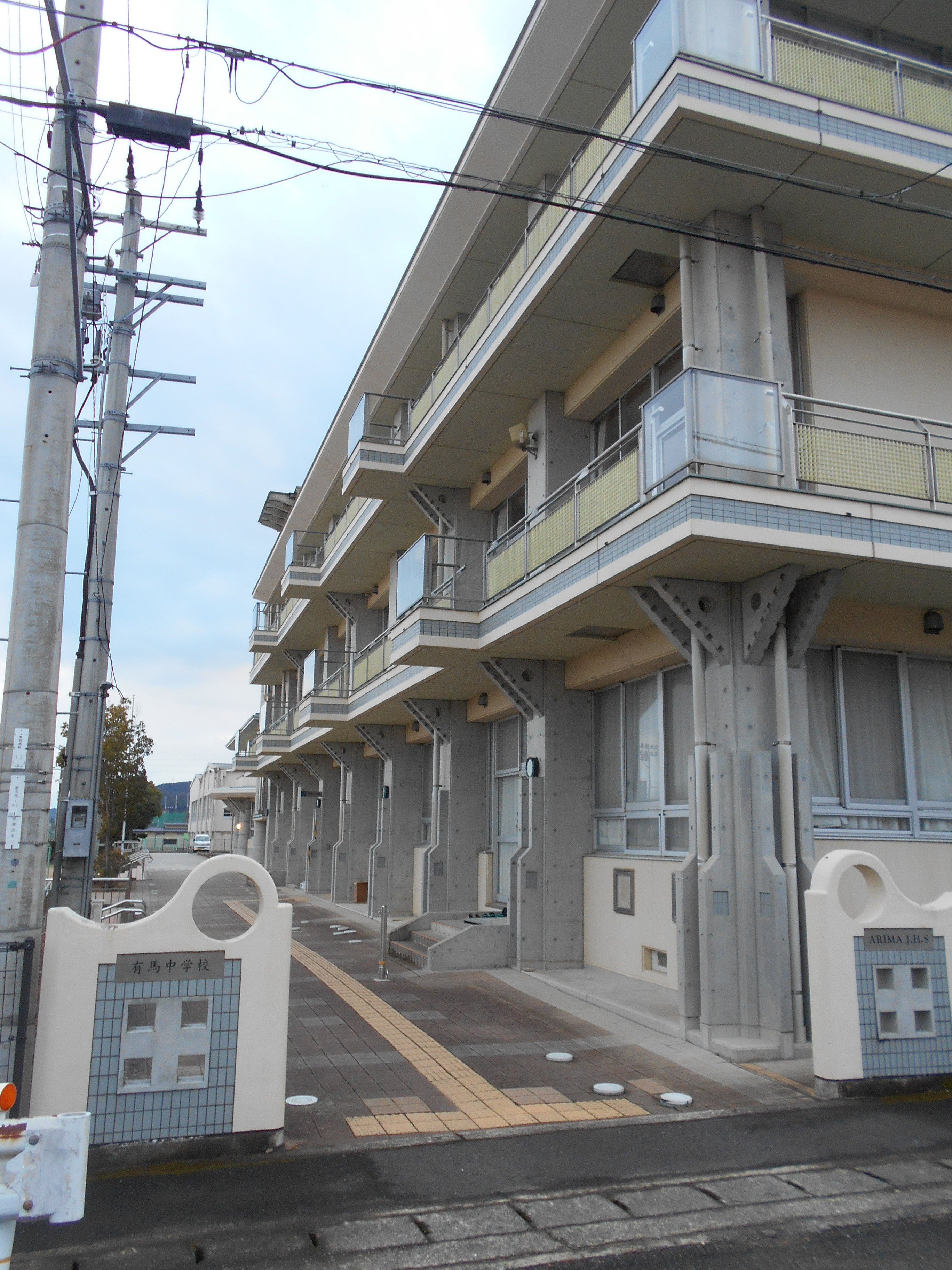

熊野市立有馬中学校（くまのしりつ ありまちゅうがっこう）は、三重県熊野市有馬町に位置する公立中学校。通称は「有中」（ありちゅう）。
通学区は金山町、久生屋町、有馬町。

## 所在地
- 〒519-4325 三重県熊野市有馬町

## 部活動
運動部
- 軟式野球部
  - 2010年（平成22年） 県新人大会優勝 東海大会出場
  - 2019年　南勢大会（伊勢松坂以南）優勝
  - 2018、2019年 2年連続県大会ベスト4
  - 2022年 全日本少年春季軟式野球 三重県大会  優勝
  - 2023年 全日本少年春季軟式野球大会 ２回戦敗退
- 男子バスケットボール部
  - 2020年（令和2年）中体連 地区大会優勝
- 女子バスケットボール部
  - 東海大会出場経験有
- 女子ソフトテニス部
  - 2019年 県大会優勝
- 男子ソフトテニス部
  - 県大会優勝
  - 全国大会出場経験有
- ラグビー部
  - 2007年（平成19年）全国大会ベスト4（2019年 廃部）
- 卓球部
  - 2020年中体連男子団体戦優勝
- バレーボール部（女子）
  - 県大会優勝
- 陸上部（陸上大会時のみ）
  - 2010年（平成22年）県大会男子4×200mR8位

文化部
- 吹奏楽部
  - 2019年（令和元年）アンサンブルコンテスト県大会出場経験有
- 文化部（平成28年度より美術部とハンディクラフト創作部が合併）